# Чемпионат Европы по волейболу среди мужчин 1993
18-й чемпионат Европы по волейболу среди мужчин прошёл с 4 по 12 сентября 1993 года в двух городах Финляндии с участием 12 национальных сборных команд. Чемпионский титул во второй раз в своей истории выиграла сборная Италии.

## Команды-участницы
Финляндия — страна-организатор;
Россия, Италия, Нидерланды, Германия, Болгария, Польша, Франция — по итогам чемпионата Европы 1991 года;
Чехия и Словакия (объединённая команда), Испания, Украина, Швеция — по итогам квалификации.
1 января 1993 года Чехословакия распалась на два государства, что повлекло разделение единой национальной команды. В связи с этим по решению ЕКВ на чемпионате Европы выступила объединённая сборная Чехии и Словакии.
Место прекратившей существование сборной СССР среди участников чемпионата заняла сборная России.

## Система проведения чемпионата
12 финалистов чемпионата Европы на предварительном этапе были разбиты на две группы. По две лучшие команды из групп стали участниками плей-офф за 1—4-е места. Итоговые 5—8-е места также по системе плей-офф разыграли команды, занявшие в группах 3—4-е места.

## Города и игровые арены
Соревнования прошли в игровых залах двух городов Финляндии — Турку и Оулу.
- Оулу.

В Оулу прошли матчи группы «А» предварительного этапа чемпионата.
- Турку.

В «Kupittaan palloiluhalli» прошли матчи группы «B» предварительного этапа и плей-офф чемпионата.

## Предварительный этап

### Группа А
Оулу
| М | Команда          | 1   | 2   | 3   | 4   | 5   | 6   | И | В | П | С/П  | О  |
| - | ---------------- | --- | --- | --- | --- | --- | --- | - | - | - | ---- | -- |
| 1 | Италия           |     | 3:1 | 3:1 | 3:0 | 3:1 | 3:0 | 5 | 5 | 0 | 15:3 | 10 |
| 2 | Нидерланды       | 1:3 |     | 3:0 | 3:1 | 3:0 | 3:0 | 5 | 4 | 1 | 13:4 | 9  |
| 3 | Болгария         | 1:3 | 0:3 |     | 2:3 | 3:1 | 3:0 | 5 | 2 | 3 | 9:10 | 7  |
| 4 | Чехия и Словакия | 0:3 | 1:3 | 3:2 |     | 2:3 | 3:1 | 5 | 2 | 3 | 9:12 | 7  |
| 5 | Франция          | 1:3 | 0:3 | 1:3 | 3:2 |     | 3:0 | 5 | 2 | 3 | 8:11 | 7  |
| 6 | Швеция           | 0:3 | 0:3 | 0:3 | 1:3 | 0:3 |     | 5 | 0 | 5 | 1:15 | 5  |

4 сентября: Италия — Болгария 3:1 (15:6, 15:8, 13:15, 15:8); Нидерланды — Франция 3:0 (15:7, 15:10, 15:3); Чехия и Словакия — Швеция 3:1 (7:15, 15:13, 15:13, 15:10).
5 сентября: Италия — Франция 3:1 (15:4, 16:14, 15:17, 16:14); Нидерланды — Чехия и Словакия 3:1 (15:3, 5:15, 15:13, 15:3); Болгария — Швеция 3:0 (15:12, 15:3, 15:8).
6 сентября: Италия — Чехия и Словакия 3:0 (15:3, 15:6, 15:2); Болгария — Франция 3:1 (15:11, 15:13, 13:15, 15:11); Нидерланды — Швеция 3:0 (15:8, 15:13, 15:7).
8 сентября: Франция — Чехия и Словакия 3:2 (12:15, 15:6, 15:8, 7:15, 15:13); Нидерланды — Болгария 3:0 (15:10, 15:3, 15:10); Италия — Швеция 3:0 (15:4, 15:7, 15:5).
9 сентября: Чехия и Словакия — Болгария 3:2 (7:15, 17:15, 15:12, 13:15, 15:10); Италия — Нидерланды 3:1 (15:4, 15:10, 11:15, 15:11); Франция — Швеция 3:0 (15:11, 15:8, 15:10).

### Группа В
Турку
| М | Команда   | 1   | 2   | 3   | 4   | 5   | 6   | И | В | П | С/П   | О  |
| - | --------- | --- | --- | --- | --- | --- | --- | - | - | - | ----- | -- |
| 1 | Россия    |     | 3:0 | 3:0 | 3:1 | 3:0 | 3:1 | 5 | 5 | 0 | 15:2  | 10 |
| 2 | Германия  | 0:3 |     | 3:0 | 3:2 | 3:2 | 3:2 | 5 | 4 | 1 | 12:9  | 9  |
| 3 | Украина   | 0:3 | 0:3 |     | 3:1 | 3:2 | 3:1 | 5 | 3 | 2 | 9:10  | 8  |
| 4 | Польша    | 1:3 | 2:3 | 1:3 |     | 3:1 | 3:0 | 5 | 2 | 3 | 10:10 | 7  |
| 5 | Финляндия | 0:3 | 2:3 | 2:3 | 1:3 |     | 3:1 | 5 | 1 | 4 | 8:13  | 6  |
| 6 | Испания   | 1:3 | 2:3 | 1:3 | 0:3 | 1:3 |     | 5 | 0 | 5 | 5:15  | 5  |

4 сентября: Финляндия — Испания 3:1 (14:16, 15:13, 15:12, 16:14); Россия — Украина 3:0 (15:2, 15:4, 15:5); Германия — Польша 3:2 (12:15, 6:15, 15:12, 15:12, 15:6).
5 сентября: Россия — Финляндия 3:0 (15:7, 15:5, 15:13); Польша — Испания 3:0 (15:12, 15:13, 15:13); Германия — Украина 3:0 (15:6, 15:5, 16:14).
6 сентября: Россия — Испания 3:1 (9:15, 15:2, 15:9, 15:8); Германия — Финляндия 3:2 (15:10, 15:17, 8:15, 15:7, 15:12); Украина — Польша 3:1 (15:9, 8:15, 15:7, 15:12).
8 сентября: Россия — Германия 3:0 (15:8, 15:9, 15:5); Польша — Финляндия 3:1 (15:2, 12:15, 15:7, 15:9); Украина — Испания 3:1 (15:5, 8:15, 15:6, 15:7).
9 сентября: Россия — Польша 3:1 (12:15, 15:9, 15:8, 15:5); Украина — Финляндия 3:2 (15:10, 14:16, 15:6, 13:15, 15:12); Германия — Испания 3:2 (15:6, 15:8, 11:15, 10:15, 15:7).

## Плей-офф
Турку

### Полуфинал за 1—4 места
11 сентября
Италия — Германия 3:0 (15:1, 15:6, 15:11)
Нидерланды — Россия 3:0 (15:11, 15:8, 15:2)

### Полуфинал за 5—8 места
11 сентября
Болгария — Польша 3:1 (10:15, 15:10, 15:1, 15:11)
Украина — Чехия и Словакия 3:0 (15:7, 15:13, 15:6)

### Матч за 7-е место
12 сентября
Польша — Чехия и Словакия 3:1 (15:10, 12:15, 16:14, 15:7)

### Матч за 5-е место
12 сентября
Болгария — Украина 3:2 (8:15, 15:5, 15:3, 12:15, 15:11)

### Матч за 3-е место
12 сентября
Россия — Германия 3:1 (15:3, 9:15, 15:8, 15:5)

### Финал
12 сентября
Италия — Нидерланды 3:2 (15:6, 15:5, 13:15, 8:15, 15:9)

## Итоги

### Положение команд
| Италия      | 7. Польша           |
| Нидерланды  | 8. Чехия и Словакия |
| Россия      | 9—10. Франция       |
| 4. Германия | 9—10. Финляндия     |
| 5. Болгария | 11—12. Испания      |
| 6. Украина  | 11—12. Швеция       |

### Призёры
Италия: Давиде Беллини, Марко Браччи, Лука Кантагалли, Клаудио Галли, Андреа Гардини, Андреа Джани, Паскуале Гравина, Марко Мартинелли, Микеле Пазинато, Дамьяно Пиппи, Паоло Тофоли, Андреа Дзордзи. Главный тренер — Хулио Веласко.
  Нидерланды: Эдвин Бенне, Петер Бланже, Бас ван де Гор, Роб Граберт, Рон Звервер, Рональд Зодсма, Марко Клок, Олаф ван дер Мёлен, Ян Постума, Брехт Роденбург, Хенк-Ян Хелд, Мартин ван дер Хорст. Главный тренер — Йоп Алберда.
  Россия: Евгений Красильников, Дмитрий Фомин, Олег Шатунов, Руслан Чигрин, Константин Ушаков, Руслан Олихвер, Андрей Кузнецов, Илья Савельев, Сергей Орленко, Павел Шишкин, Евгений Митьков, Олег Согрин. Главный тренер — Виктор Радин.

### MVP
Лучшим игроком чемпионата (MVP) признан центральный блокирующий сборной Италии Андреа Джани.